# Llista de compositors (J-Z)

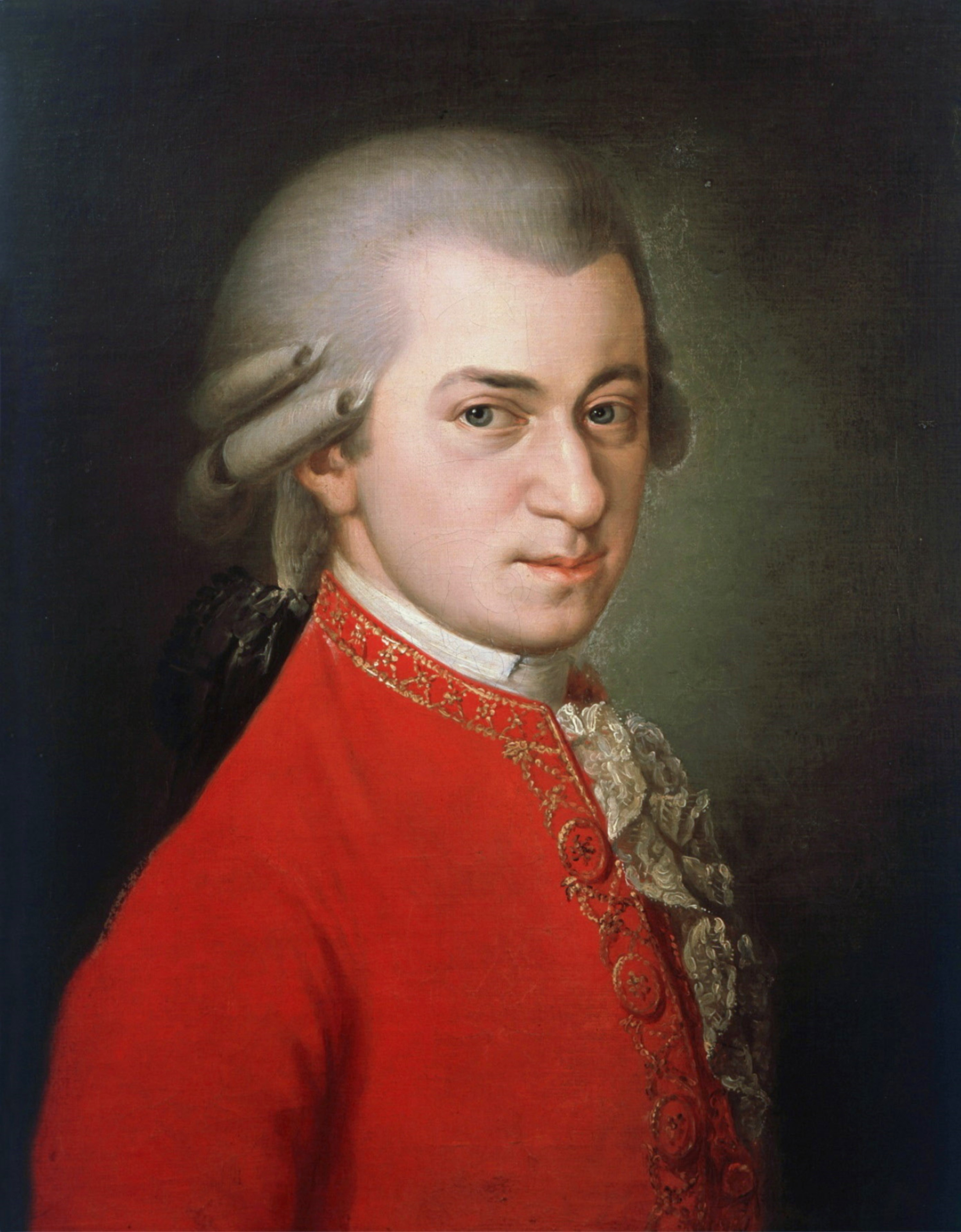
Wolfgang Amadeus Mozart

Això és una llista de compositors (J-Z) de la lletra J a la Z, ordenada alfabèticament i amb un breu comentari de cadascun. Aquests compositors pertanyen a tots els estils, èpoques i nacionalitats. És una llista no exhaustiva i cal entendre-la com un recull orientatiu.
Al costat del nom s'afegeix l'any del naixement i de la mort (en el seu cas), i un breu comentari descriptiu. Per evitar ser repetitius s'ha omès la paraula compositor, com pressuposa el títol de l'article.
- Podeu consultar la llista amb la resta de les entrades a l'article Llista de compositors (A-I)
- Per a la llista general, vegeu la Llista de compositors.

| Directori J K L M N O P R S T U V W X Y Z |

## J

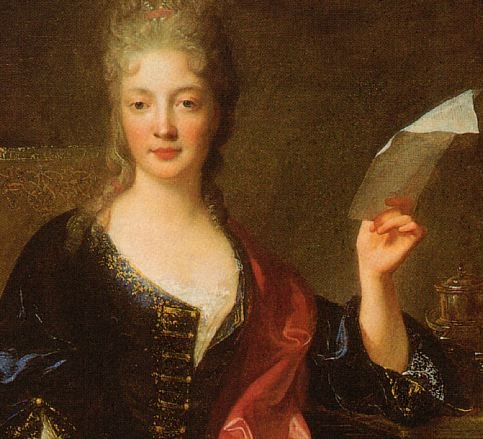
Elisabeth Jacquet de La Guerre

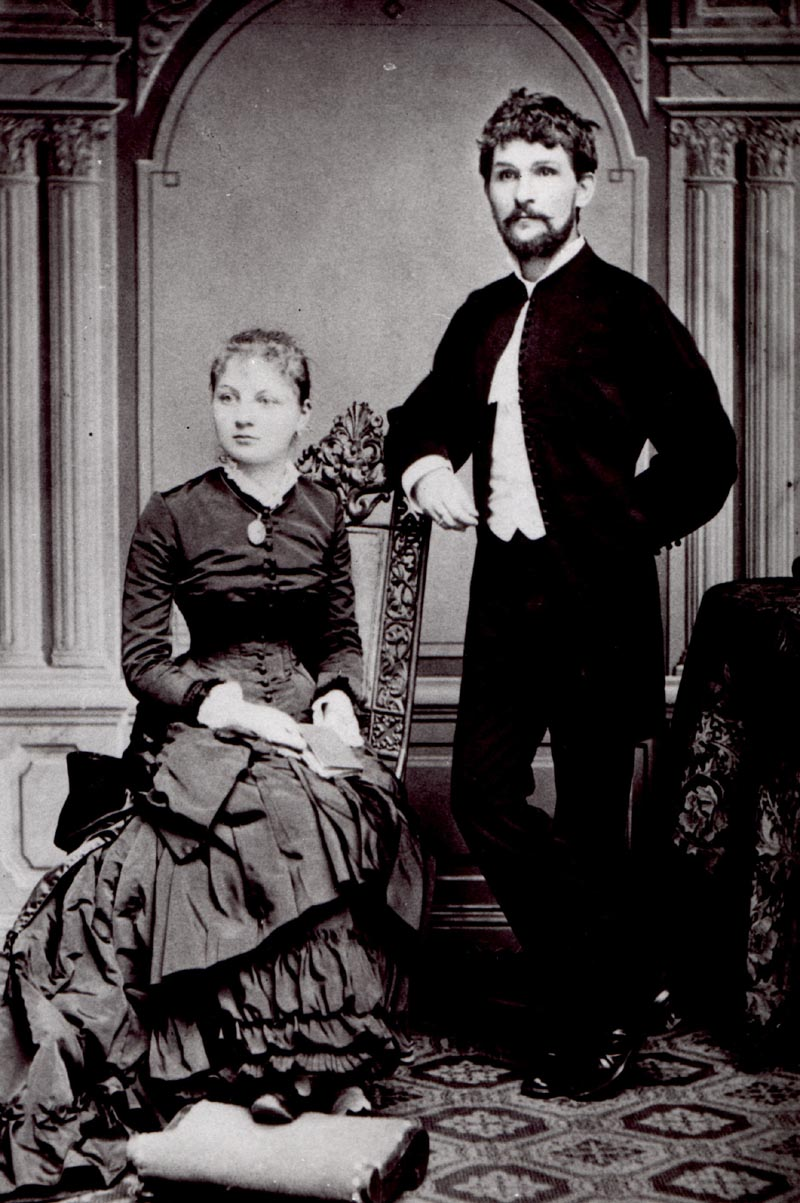
Leoš Janáček

- Élisabeth Jacquet de La Guerre (1665-1729), clavecinista francesa, una de les poques compositores de l'època.
- Leoš Janáček (1854-1928) (República Txeca)
- Jean-François-Joseph Janssens (1801-1835) (Bèlgica)
- Jean Michel Jarre (n. 1948) (França)
- Niccolò Jommelli (1714-1774) (Itàlia)
- Scott Joplin (~1868-1917) (EUA)

## K
- Dmitri Borisovitx Kabalevski (1904-1987) (Rússia)
- Eric Jacob Arrhén von Kapfelmann (1790-1851), compositor musical (Suècia)
- Artur Kapp (1878-1952) (Estònia)
- Jerome Kern (1885-1945) (EUA)
- Francis Scott Key (1779-1843) (EUA)
- Carole King (n. 1942) (EUA)
- Charles Koechlin (1867-1950) (França)
- Erich Wolfgang Korngold (1897-1957) (República Txeca)
- Enric Kramer ([?-1877]) (Alemanya)
- Johann Ludwig Krebs (1713-1780) (Alemanya)
- Johann Tobias Krebs (1690-1762) (Alemanya)
- Fritz Kreisler (1875-1962) (Àustria)
- Hi Kyung Kim (1954) (Corea del Sud)

## L

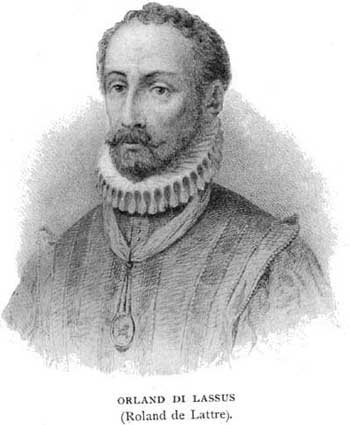
Orlando di Lasso

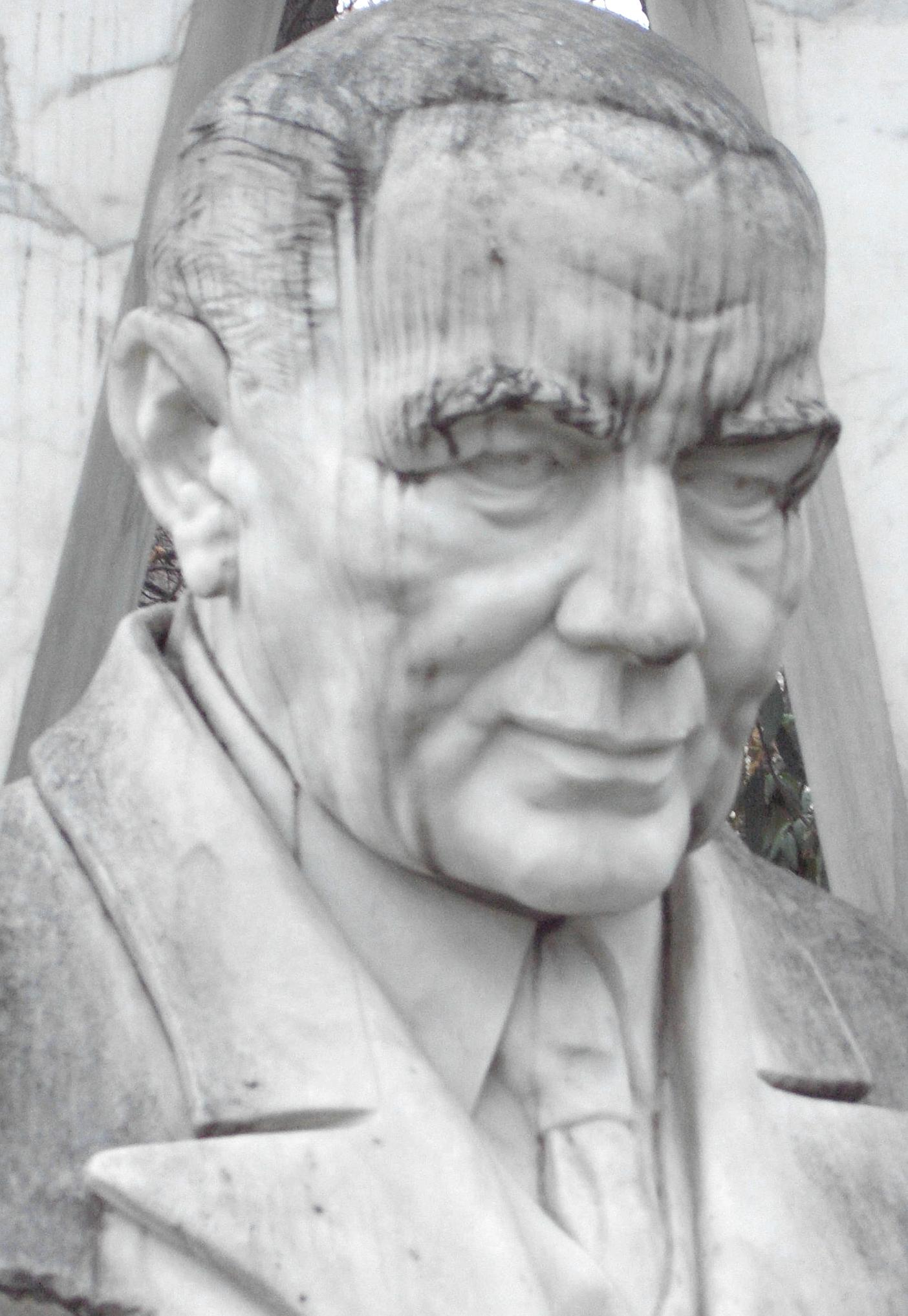
Franz Lehár

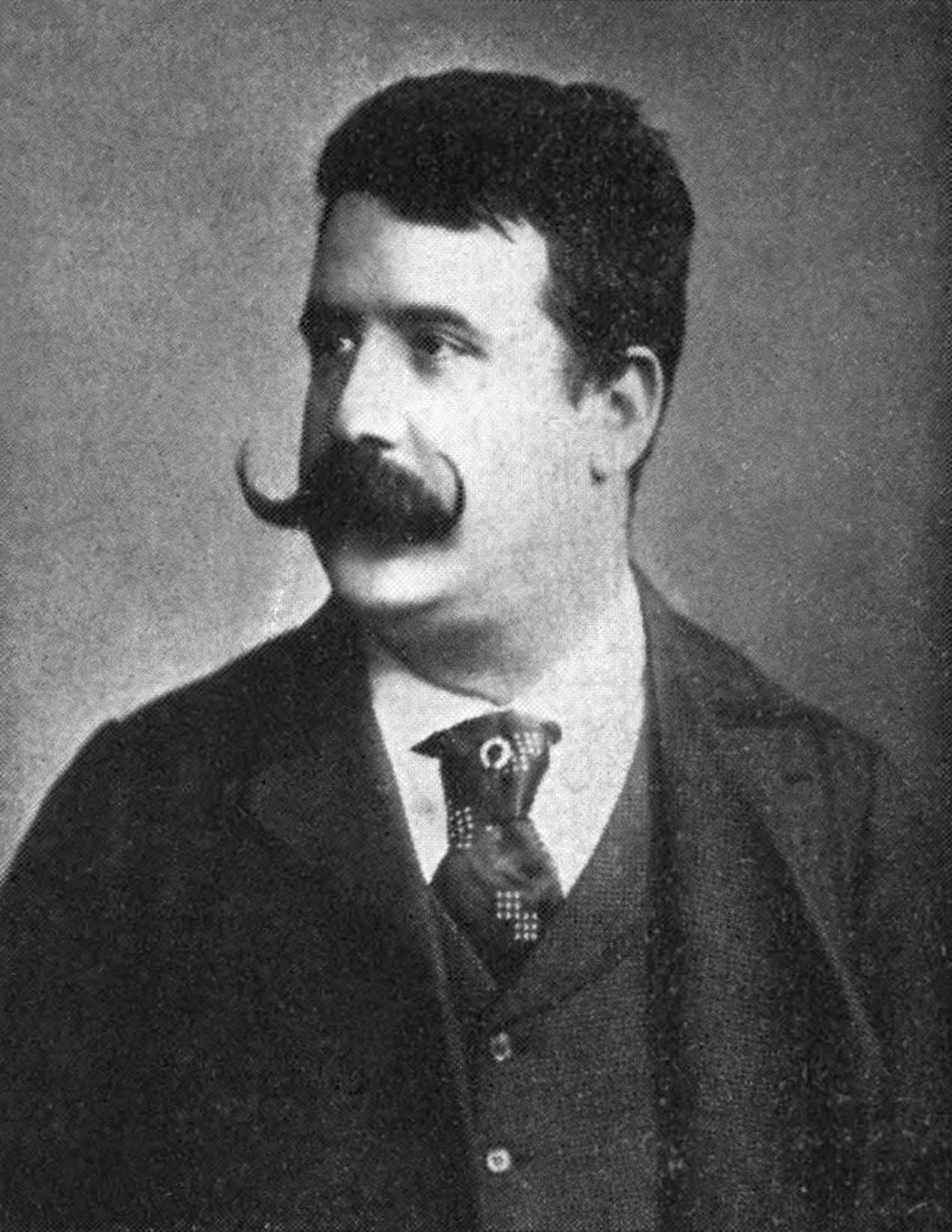
Ruggero Leoncavallo

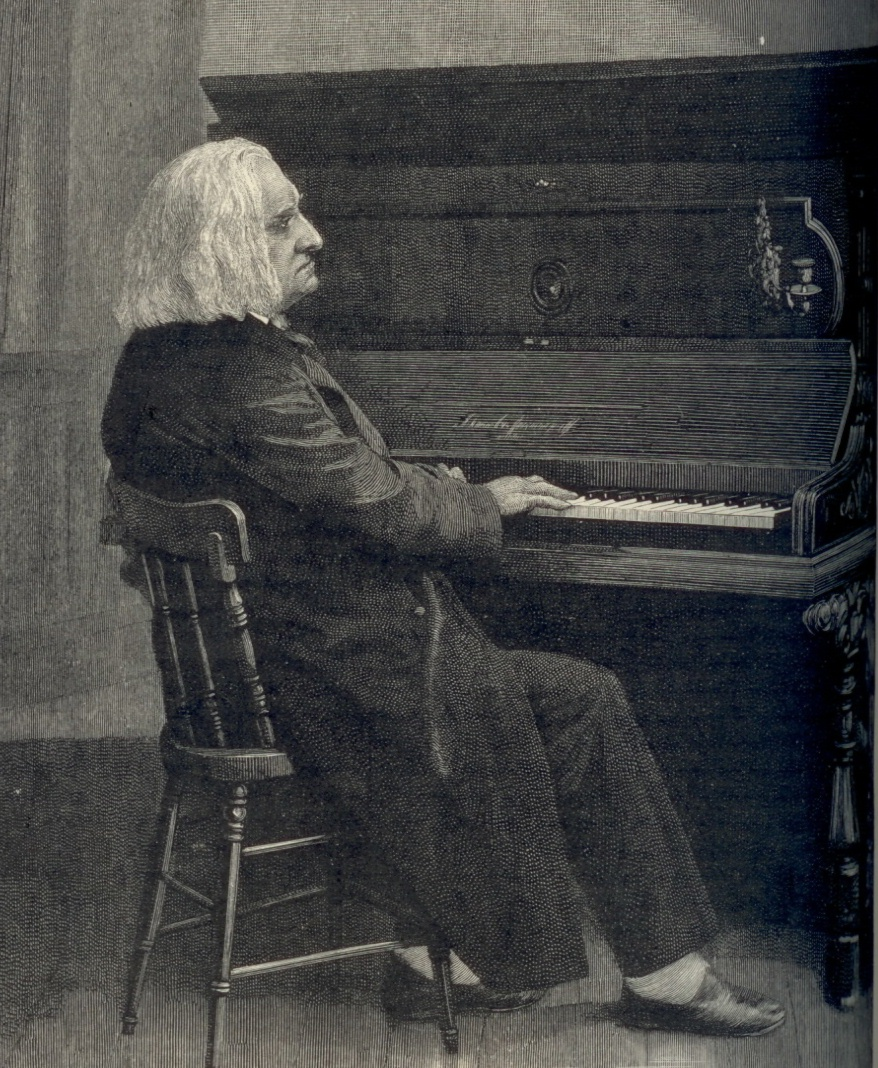
Franz Liszt

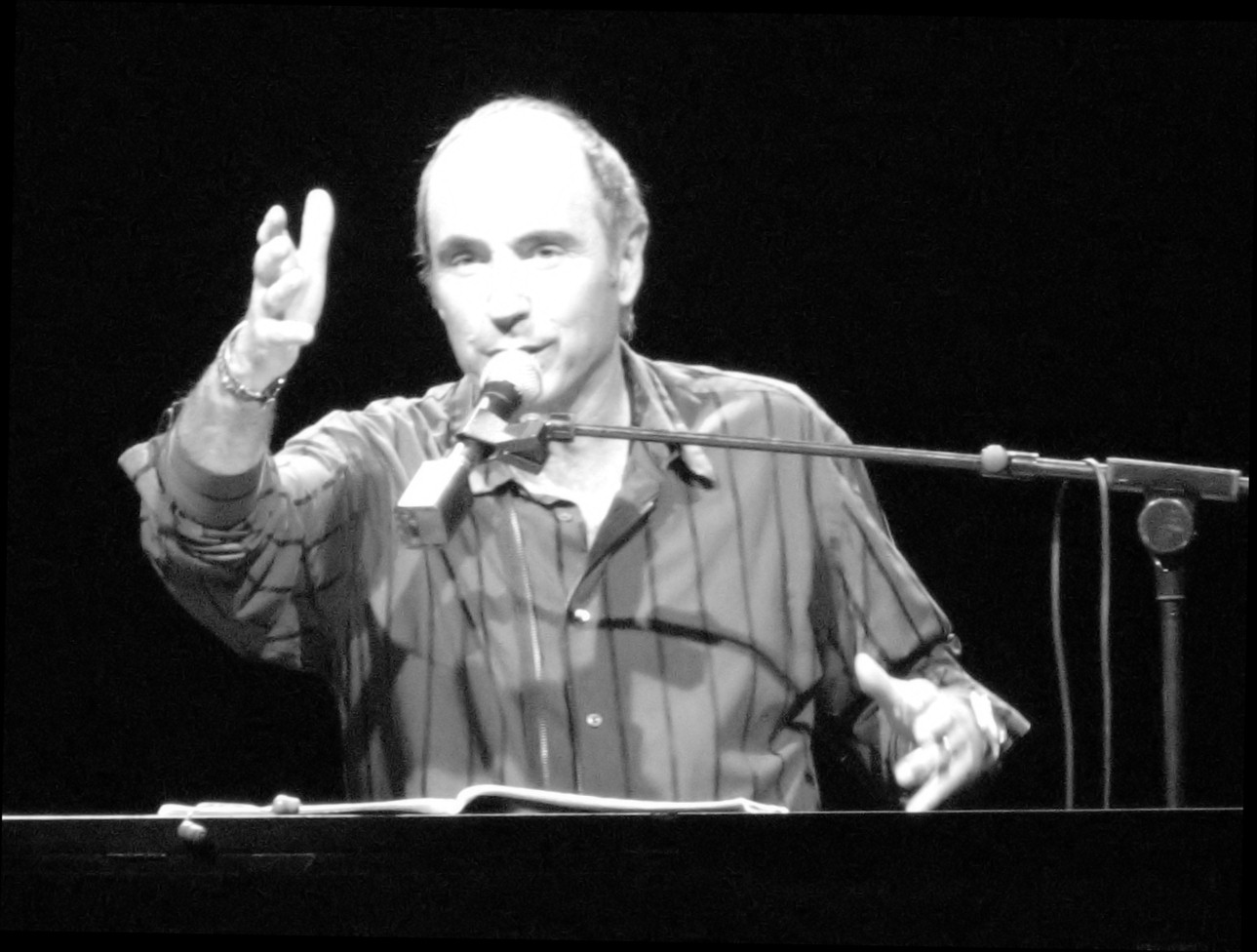
Lluís Llach

- John LaMontaine (n. 1920 - 2013), músic nord-americà, premi Pulitzer de música el 1959.
- Wesley LaViolette (1894-1978), compositora nord-americana de música clàssica.
- Franz Lachner (1803-1890) (Alemanya)
- Ignaz Lachner (1807-1895) (Alemanya)
- Vinzenz Lachner (1811-1877) (Alemanya)
- Ezra Laderman (n. 1924 - 2015) (EUA)
- László Lajtha (1892-1963) (Hongria)
- Édouard Lalo (1823-1892)
- Lucien Lambert (1858-1945)
- Joan Baptista Lambert i Caminal (1884-1945)
- Joan Lamote de Grignon (1872-1949) (Catalunya-Espanya)
- Ricard Lamote de Grignon (1899-1962) (Catalunya-Espanya)
- Lamothe, Ludovic (1882-1953)
- John Frederick Lampe (1703-1751) (Alemanya)
- Stefano Landi (1587-1639) (Itàlia)
- Rued Langgaard (1893-1952) (Dinamarca)
- Nicholas Lanier (1588-1666) (Gran Bretanya)
- Orlando di Lasso (~1532-1594) (Bèlgica)
- Jean de Latre (Renaixement flamenc)
- Armas Launis (1884-1959) (Finlàndia)
- Calixa Lavallée (1842-1891) (Canadà)
- William Lawes (1602-1645) (Gran Bretanya)
- Paul Le Flem (1881-1984) (França)
- Jean-François Le Sueur (1760-1837) (França)
- Charles Lecocq (1832-1918) (França)
- Ernesto Lecuona (1895-1963) (Cuba)
- Benjamin Lees (1924-2010) (Xina)
- Giovanni Legrenzi (1626-1690) (Itàlia)
- Franz Lehár (1870-1948) (Àustria)
- René Leibowitz (1913-1972) (França)
- Guillaume Lekeu (1870-1894) (Bèlgica)
- Jean Eugène Gaston Lemaire (1854-1928)
- Alfonso Leng (1894-1974) (Xile)
- Leonardo Leo (1694-1744) (Itàlia)
- Ruggero Leoncavallo (1857-1919) (Itàlia)
- Franco Leoni (1864-1949) (Itàlia)
- André-Étienne Lepreux (segle xviii) (França)
- Theodor Leschetizky (1830-1915) (Polònia)
- Oscar Levant (1906-1972) (EUA)
- Richard Leveridge (1671-1758) (Gran Bretanya)
- Anthony Carey Lewis (1915-1983) (Gran Bretanya)
- Rolf Liebermann (1910-1999) (Suïssa)
- György Ligeti (1923-) (Hongria)
- Douglas Lilburn (1915-2001) (Nova Zelanda)
- Adolf Fredrik Lindblad (1801-1878) (Suècia)
- Otto Lindblad (1809-1864) (Suècia)
- Thomas Linley (1733-1795) (Gran Bretanya)
- Claude Joseph Rouget de Lisle (1760-1836) (França)
- Franz Liszt (1673-1747) (Hongria)
- Antoni Literes (1811-1886) (Balears-Espanya)
- Henry Litolff (1818-1891) (Gran Bretanya)
- Jay Livingston (1915-2001), molt conegut per algunes cançons (Què serà, serà), música de sèries de TV (Bonanza) i de pel·lícules (The Man Who Knew Too Much).
- Lluís Llach (1948-) (Catalunya-Espanya)
- Benet Llort Montguió (?-?) (Catalunya-Espanya)
- Andrew Lloyd Webber (1948-) (Gran Bretanya)
- Duarte Lôbo (1565-1646) (Portugal)
- Matthew Locke (1621-1677) (Gran Bretanya)
- Charles Martin Loeffler (1861-1935) (Alemanya)
- Theo Loevendie (1930-) (Holanda)
- Fernando Lopes-Graça (1906-1994) (Portugal)
- Albert Lortzing (1801-1851) (Alemanya)
- Antonio Lotti (1667-1740) (Itàlia)
- Arthur Lourié (1892-1966) (Rússia)
- Adriano Lualdi (1885-1971) (Itàlia)
- Clarence Lucas (1866-1947) (Canadà)
- Andrea Luchesi (1741-1801) (Itàlia)
- Jean-Baptiste Lully (1632-1687) (Itàlia/França)
- Lump, Leopold (1801-?)
- Thomas (I) Lupo (1571-1627) (Gran Bretanya)
- Elisabeth Lutyens (1906-1983) (Gran Bretanya)
- Wilhelm Meyer Lutz (1829-1903) (Alemanya)
- Luzzasco Luzzaschi (~1545-1607) (Itàlia)
- Elias Álvares Lobo (1834-1901) (Brasil)

## M

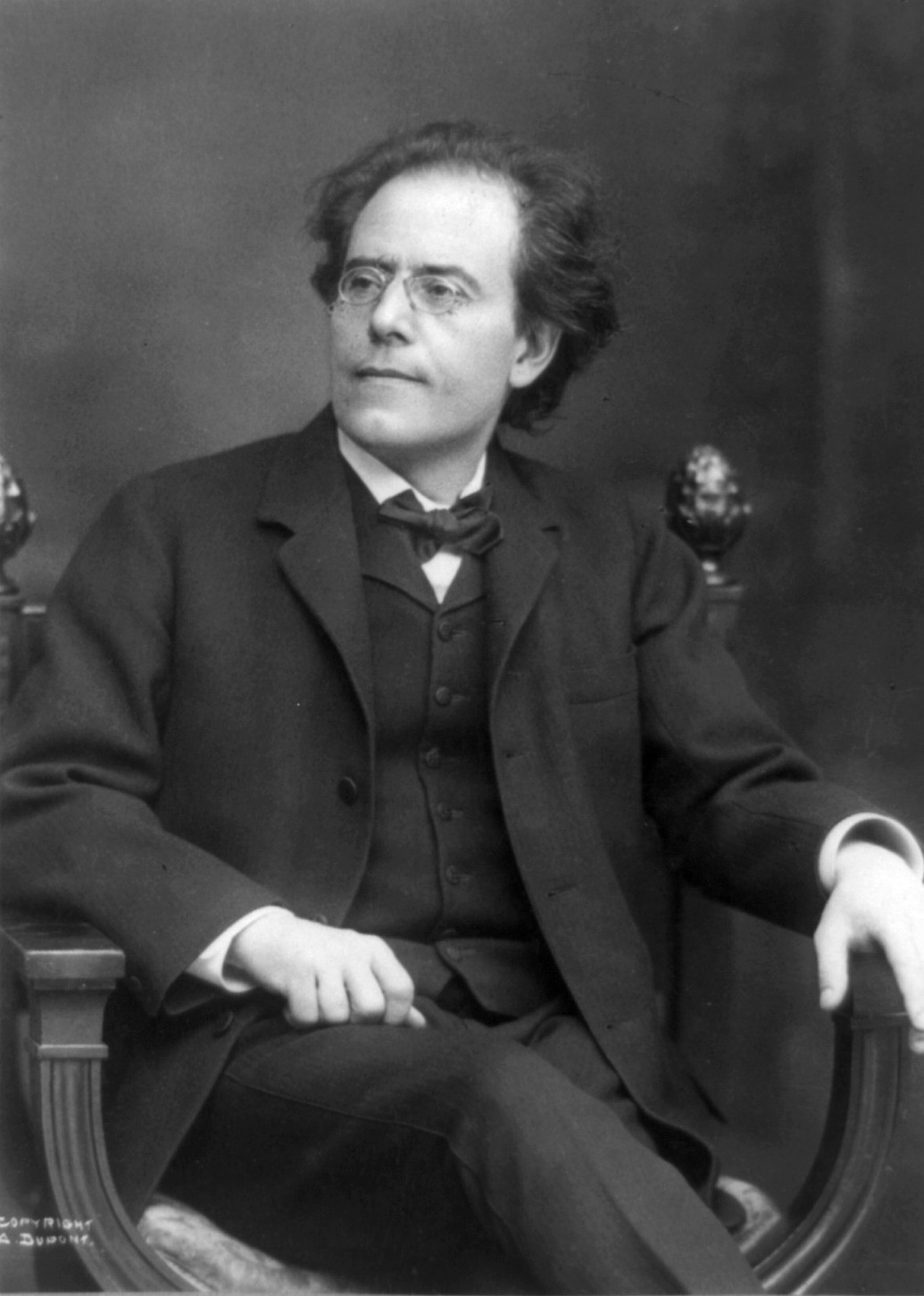
Gustav Mahler

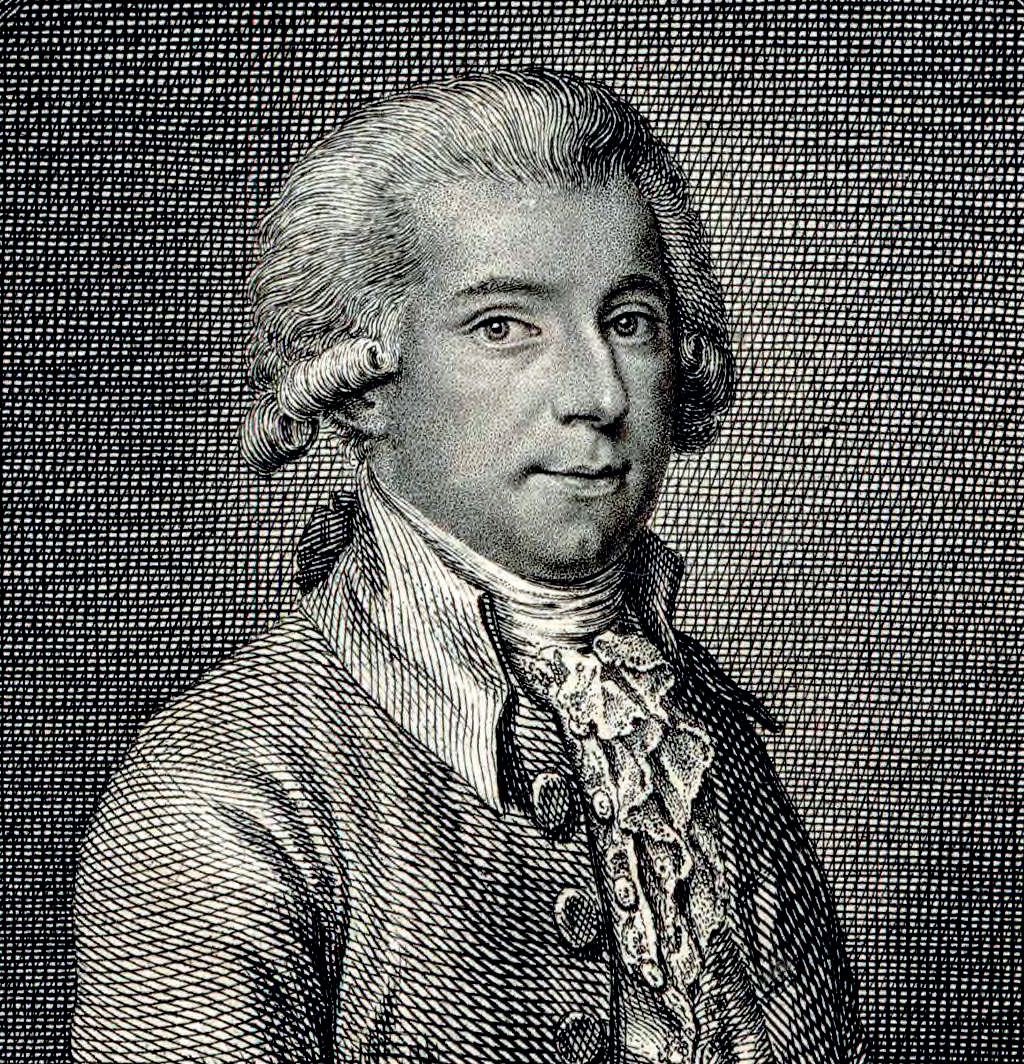
Vicent Martín i Soler

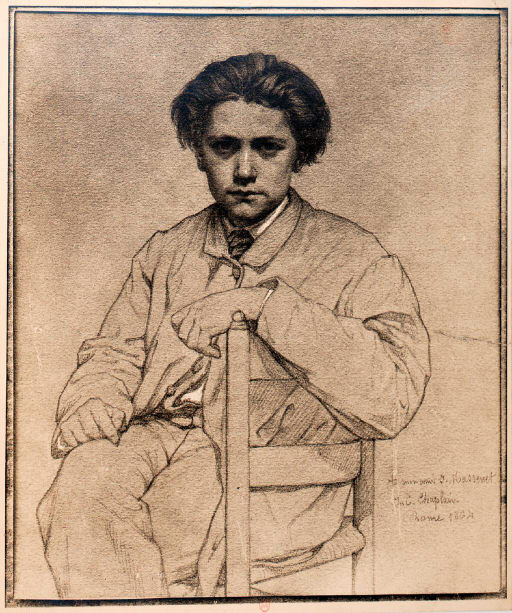
Jules Massenet

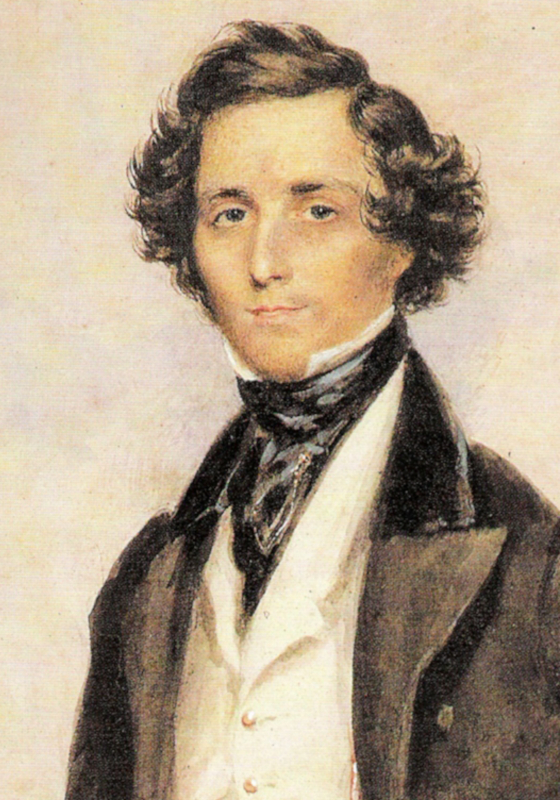
Felix Mendelssohn

- Frederik Magle (n. 1977) (Dinamarca)
- Gustav Mahler (1860-1911) (Bohèmia-Àustria)
- Johannes Mangon (1525-1578) (Lieja-Bèlgica)
- Alessandro Marcello (1669-1747) (Itàlia)
- Marinuzzi, Gino (pare) (1882-1945)
- Marinuzzi, Gino (fill) (1920-1996)
- Josep Antoni Martí (1719-1763) (Catalunya-Espanya)
- Vicent Martín i Soler (1754-1806) (País Valencià-Espanya)
- Pietro Mascagni (1863-1945) (Itàlia)
- Jules Massenet (1842-1912) (França)
- Franz Xaver Mathias (1871-1939) (Alemanya)
- Josep Mauri Esteve (1856-1937) (País Valencià (Espanya))
- Ascanio Mayone (1565-1627) (Itàlia)
- Jacques Féréol Mazas (1782-1849) (França)
- Rod McKuen (n. 1933) (EUA)
- Xalva Mixvelidze (1904 - 1984]) (Rússia)
- Erkki Melartin (1875-1937) (Finlàndia)
- Alfred Mellon (1820-1856) (Regne Unit)
- Annibale Melone (primera meitat del segle xvi) (Itàlia)
- Edmond Membrée (1820-1882) (França)
- Fanny Mendelssohn (1805-1847) (Alemanya)
- Felix Mendelssohn (1809-1847) (Alemanya)
- Saverio Mercadante (1795-1870) (Itàlia)
- Joseph Merk (1795-1852) (Àustria)
- Olivier Messiaen (1908-1992) (França)
- Josep Maria Mestres Quadreny (n. 1929) (Catalunya-Espanya)
- Giacomo Meyerbeer (1791-1864) (Alemanya)
- Lluís del Milà (c.1500-c.1561) (País Valencià-Espanya)
- Millont, Bernard Edouard (1820-?)
- Luis de Misón (1727-1776) (Catalunya-Espanya)
- Stevan Mokranjac (1856-1914) (Sèrbia)
- Frederic Mompou (1893-1987) (Catalunya-Espanya)
- Stanisław Moniuszko (1819-1872) (Polònia)
- Georg Matthias Monn (1717-1750) (Àustria)
- Xavier Montsalvatge (1912-2002) (Catalunya-Espanya)
- Enric Morera (1865-1942) (Catalunya-Espanya)
- Thomas Morley (c. 1558-1602) (Gran Bretanya)
- Giorgio Moroder (n. 1940) (Itàlia)
- Meredith Monk (n. 1942) (Perú/EUA)
- Jean-Joseph Mouret (1682-1738) (França)
- Georges Moustaki (n. 1934) (Egipte/França)
- Leopold Mozart (1719-1787) (Alemanya)
- Wolfgang Amadeus Mozart (1756-1791) (Àustria)
- João Cirilo Muniz (1818-1874) (Portugal)
- Ramon Muntaner (n. 1950) (Catalunya-Espanya)
- Modest Mússorgski (1839-1881) (Rússia)

## N
- Carl Nielsen (1865-1931) (Dinamarca)
- Rikard Nordraak (1842-1866) (Noruega)
- Ivor Novello (1893-1951) (Gal·les-Gran Bretanya)

## O
- Juan Oliver Astorga (1733-1830) (Espanya)
- Otto Olsson (1879-1964) (Suècia)
- Manuel Oltra (n. 1922) (País Valencià-Espanya)
- Carlos de Ordoñez (1734-1786) (Àustria)
- Ruper Ordorika (n. 1956), cantautor basc, un dels grans renovadors de la cançó basca
- Carl Orff (1895-1982) (Alemanya)
- Josep Lluís Ortega Monasterio (1918-2004) (Santander/Catalunya-Espanya)
- Geoffrey O'Hara (1882-1967) compositor i escriptor estatunidenc

## P
- Johann Pachelbel (1653-1706) (Alemanya)
- Giovanni Pacini (1796-1867) (Itàlia)
- Ignacy Jan Paderewski (1860-1941) (Polònia)
- Juan Gutiérrez de Padilla (c. 1590-1664) (Mèxic)
- Niccolò Paganini (1782-1840) (Itàlia)
- Pagella, Giovanni (1872-1944)
- Andrzej Panufnik (1914-1991) (Polònia)
- Giovanni Paisiello (1740-1816) (Itàlia)
- Arvo Pärt (n. 1935) (Itàlia)
- Oskar Pasch (1844-?) (Alemanya)
- Carlo Pedini (n. 1956) (Estònia)
- Felip Pedrell (1841-1922) (País Basc-Espanya)
- Giovanni Battista Pergolesi (1710-1736) (Itàlia)
- Jacopo Peri (1561-1633) (Itàlia)
- Lorenzo Perosi (1872-1956) (Itàlia)
- Pérotin (c. 1160- c. 1230) (França)
- George Perry (compositor) (1793-1862) (Anglaterra)
- Martino Pesenti (1600-1648) (Itàlia)
- Michele Pesenti (1455-1528) (Itàlia)
- Goffredo Petrassi (1904-2003) (Itàlia)
- Hans Pfitzner (1869-1949) (Alemanya)
- Alessandro Piccinini (1566-1638) (Itàlia)
- Niccola Piccinni (1728-1800) (Itàlia)
- Emile Pichoz (?-1886) (França)
- Johann Gottfried Piefke (1815-1884) (Alemanya)
- Peter Piel (1835-1904) (Alemanya)
- Jerónimo Pigafetta Matthaeus (?-1570) (Itàlia)
- Willem Pijper (1894-1947) (Holanda)
- Daniel Pinkham (1923-2006) (EUA)
- Karl Piutti (1846-1902) (Alemanya)
- Ildebrando Pizzetti (1880-1968) (Itàlia)
- Karl Pohlig (1864-1928) (Alemanya)
- Elie Emile Gabriel Poiree (1850-1925) (França)
- Antonio Pollarolo (1680-1746) (Itàlia)
- Carlo Francesco Pollarolo (1653-1727) (Itàlia)
- Giovanni Battista Polleri (1855-1923) (Itàlia)
- Francesco Pollini (1763-1846) (Itàlia)
- Arthur W. Pollit (1878-?) (Regne Unit)
- Adolf Pollitzer (1832-1900) (Hongria)
- Doc Pomus (1925-1991) (EUA)
- Amilcare Ponchielli (1834-1886) (Itàlia)
- Charles Pons (1870-1957) (França)
- Josep Pons (1772-1818) (Catalunya)
- Ferdinando Pontelibero (1772-1835) (Itàlia)
- Cipriano Pontoglio (1831-1892) (Itàlia)
- Arved Poorten (1835-1901) (Letònia)
- Marc'Antonio Pordenon (1535-1590) (Itàlia)
- Nicola Porpora (1686-1768) (Itàlia)
- Pierre Jean Porro (1750-1831) (França)
- Ignacio Porto Alegre (1855-1900) (Brasil)
- Cole Porter (1891-1964) (EUA)
- Georg Poss (1570-1633) (Àustria)
- Wilhelm Posse (1852-1925) (Polònia)
- Pellegrino Possenti (1597-1649) (Itàlia)
- August Pott (1806-1883) (Alemanya)
- Karl Pottgiesser (1861-1941) (Alemanya)
- Matthias Pottier (segle XVII) (p. Bèlgica)
- Charles Pourny (1839-1905) (França)
- Ethel Powe (1883-1934) (USA)
- Hilario Prádanos (1828-1889) (Espanya)
- Ferdinand Praeger (1815-1891) (Alemanya)
- Bartolomaeus Praetorius (1590-1623) (Alemanya)
- Michael Praetorius (1571-1621) (Alemanya)
- Zbigniew Preisner (n. 1955) (Polònia)
- Peter Prelleur (1705-1741) (Regne Unit)
- Thomas Ridley Prentice (1842-1895) (Regne Unit)
- Albert Edward Prescott (1842-?) (Regne Unit)
- Robert Prescott Stewart (1825-1894) (Irlanda)
- André Previn (n. 1929) (Alemanya/EUA)
- Josef Pribik (1853-?)
- Serguei Prokófiev (1891-1953) (Ucraïna)
- Carlo, Prosperi (1921-1990)
- Antonio Benedetto Maria Puccini (1747-1832)
- Domenico Puccini (1772-1815)
- Giacomo Puccini (1858-1924) (Itàlia)
- Giacomo Puccini (senior) (1712-1781)
- Michele Puccini (1813-1864)
- Henry Purcell (1659-1695) (Regne Unit)
- Kellow John Pye (1812-1901) (Regne Unit)

## R
- Fortunato Raientroph (1812-1878) (Itàlia)
- Oskar Raif (1847-1899) (Holanda)
- Serguei Rakhmàninov
- GS Rajan
- Germans Rahbani (Assi i Mansour Rahbani, Líban)
- Elza Lothner Rahmn (1872-1933) (Suècia)
- Franz Xaver Rafael (1816-1867) (Àustria)
- Bruno Ramann (1832-1897) (Alemanya)
- Maurice Ravel
- Thomas Ravenscroft
- Janko Ravnik (1891-1982)
- Fred Raymond (1900-1954)
- Sam Raymond.
- Tommaso Redi (segona meitat del segle xvii) (Itàlia)
- Hans Redlich (1903-1968)
- Friedric Reidinger (1890-1972)
- Reimestad, Theodor (1858-1920) (Noruega)
- Hugo Reinhold (1854-1935) (Àustria)
- Otto Reinsdorf (1848-1890) (Alemanya)
- Adam Rener (1482-1520) (Països Baixos)
- Francisco Alves Rente (1851-1991) (Portugal)
- Ottorino Respighi
- Reusch, Johann (1525-1582) (Alemanya)
- Jakob Reuter (1866 - 1945) (Estats Units)
- Joseph Simon Marie Reynier (1797-1874) (França)
- Manel Ribera (n. 1974) (Catalunya)
- Giovanni Antonio Rigatti (1613-1648) (Itàlia)
- Wolfgang Rihm (n. 1952)
- Nikolai Rimski-Kórsakov
- Gustav Rind (1832-1899) (França)
- Karl Ripfel (1799-1876) (Alemanya)
- Johnny Rivers (n. 1942)
- Jean Rivier (1896-1987) (França)
- Curtis Roads
- Mark D. Roberts
- Nil Rodgers (n. 1952)
- Richard Rodgers (1902-1979)
- Joaquín Rodrigo Vidre (1901-1999)
- Ernesto Rodrigues (n. 1959)
- Sigmund Romberg (1887-1951)
- Rong, Wilhelm Ferdinand (1759-1842)
- Juventino Rosas (1868-1894) (Mèxic)
- Orla Rosenhoff (1844-1905) (Dinamarca)
- Gioacchino Rossini
- Nino Rota (1911-1979) músic italià, molt destacat com a autor de música per a pel·lícules (per ex. El Padrí)
- Matthew Wilson Rowan (n. 1979)
- Griegorievna Judif Rozavskaia (n. 1923) (Ucraïna)
- Bonaventura Rubino (1600-1668) organista i compositor italià
- Nikolai Rubinstein (1835-1881)
- Poul Ruders (n. 1949) (Dinamarca)
- Philipp Bartholomé Rüfer (1844-1919) (Alemanya)
- Ruperto Ruiz de Velasco (1858-1897) (Espanya)
- Paul Runge (1848-1911) (Alemanya)

## S
- Mercat Saar (1882-1963)
- Kaija Saariaho
- Mateu Sabater i Estaper (1838-1920)
- Camille Saint-Saëns
- Ryuichi Sakamoto (1942-2023)
- Antonio Salieri
- Joaquim Salvat (1903-1938) (Catalunya)
- Giovanni Salviucci (1907-1937) (Itàlia)
- Casto Sampedro y Folgar (1848-1937) (Espanya)
- Carlos Sandoval (n. 1956)
- Adi Sankara (c. 788-820)
- Rodrigo A. de Santiago (1907-1985) (País Basc)
- Giacomo Giuseppe Saratelli (1714-1762) (Itàlia)
- Syama Sastry (1762-1827) (India)
- Erik Satie (1866-1925)
- Henri Sattler (1811-1891) (Alemanya)
- Alessandro Scarlatti
- Domenico Scarlatti
- Regnier Scarselli (c. 1610-?) (Itàlia)
- Robert Schaab (1817-1887) (Alemanya)
- Pierre Schaeffer (1910-1995)
- Alexander Nicolaievitx Schaefer (1866-1914) (Rússia)
- David Scheidemann (1570-1625) (Alemanya)
- Jakob Scheiffelhut (1647-1709) (Alemanya)ç
- Paul Scheinpflug (1875-1937) (Alemanya)
- Johannes Schenck (1660-1712) (Alemanya)
- Nikolai Shcherbachov (1853-1922) (Rússia)
- Peter Schickele (n. 1935)
- Adolf Schimon (1820-1887), (Alemanya)
- Axel Theodor Schioler (1872-1930) (Dinamarca)
- Gustav Schmidt (1816-† 1882)
- Oscar Eberhard Schminke (1881-1969) (Estats Units)
- Arnold Schönberg
- Hermann Schroeder (compositor) (1904-1984) (Alemanya)
- Franz Schubert
- Friedrich Schuchardt (1876-?) (Alemanya)
- Louis John Schuetze (Alemanya)
- Clara Schumann.
- Robert Schumann.
- Bernd Schuster (compositor) (1870-?) (Alemanya)
- François Schwab (1829-1882) (França)
- Gil Scott-Heron (n. 1949)
- Edmund H. Sears († 1876)
- Renaud Séchan (n. 1952)
- Fritz Seitz
- Thomas Selle (1599-1663) (Alemanya)
- Bartolme de Selma (1570-1638)
- Samuel Senderei (1905-1967)
- John Serry (1915-2003)
- Mojmir Sepe (n. 1930)
- Kazimierz Serocki († 1981)
- Doc Severinsen (n. 1927)
- Ernst Hermann Seyffardt (1859-1942)
- Vladimir Shainsky (n. 1925)
- Tolib Shakhidi (n. 1946)
- Charles Shere (n. 1935)
- Jacob Shirley (n. 1983)
- Dmitri Xostakóvitx
- Jean Sibelius
- Erik Anthon Valdemar Siboni († 1892)
- Andrej Sifrer
- Matteo Simonelli (segle XVII)
- Thomas Simpson (1582-1628)
- Les Six (1899-1983)
- Todor Skalovski
- Nicolas Slonimsky (1894-1995)
- Bedřich Smetana (1824-1884) (República Txeca)
- Ernst Smigelski (1881-1950) (Alemanya)
- Adi Smolar
- Arthur Smolian (1856-1911) (n. a Riga)
- Francisco Soler y Gómez (1838-?) (n. a Argecilla (Guadalajara))
- Giovanni Sollima.
- Guido Sommi-Picenardi (1893-1949) (Itàlia)
- Stephen Sondheim (n. 1930)
- Abhay Rustum Sopori
- Vladimir Kostantinovich Sorokin (1914-1997) (Rüssia)
- Natsume Soseki (1867-1916)
- John Philip Sousa (1854-1932)
- Gaspare Spontini
- Alojz Srebotnjak (n. 1931)
- Michael Staley (n. 1951)
- Johann Stamitz
- Jack Stamp (n. 1954)
- John Stanley (1712-1786)
- Crispinus van Stappen (1465-1532)
- Ludwig Stasny (1823-1883) (Txèquia)
- Agostino Steffani
- Johnathan Joseph Stegeman (n. 1979)
- Max Steiner (1888-1971)
- Jim Steinman (n. 1948)
- William Grant Still
- Bernardo Storace
- Johann Strauss I
- Johann Strauss II
- Richard Strauss
- Ígor Stravinski
- Eusebio Subero y Diaz (1833-1894)
- Arthur Sullivan
- Franz von Suppé (1815-1895)
- Tielman Susato
- Wadysaw Szpilman
- Henryk Szulc († 1903)
- Karol Szymanowski

## T
- Germaine Tailleferre (1892-1983) (França)
- Thomas Tallis (c.1505–c.1585) (Gran Bretanya)
- Francesc Tàrrega (1852-1909) (País Valencià-Espanya)
- Giuseppe Tartini (1692-1770) (Itàlia)
- Henri-Joseph Taskin (1779-1852) (França)
- Raffaele Guglielmo Tenaglia  (1884-1929) (Itàlia)
- Eugene von Szyll Taund (1856-?) (Eslovaquia)
- Piotr Ilitx Txaikovski (1840-1893) (Rússia)
- Aleksandr Txerepnín (n. 1899-1977) (Rússia)
- Georg Philipp Telemann (1681-1767) (Alemanya)
- Georg Michael Telemann (1748-1831) (Alemanya)
- Stefano Tempia (1832-1878) (Itàlia)
- Johann Tenglin (segles XIV/V) (Alemanya)
- Clemente Terni (1918-2004) (Itàlia)
- Mikis Theodorakis (n. 1925) (Grècia)
- Francis Thibault (segle XVII) (França)
- Dmitri Tiomkin (1894-1979) (Ucraïna)
- Rudolf Tobias (1873-1918) (Estònia)
- Ernst Toch (1887-1964) (Àustria)
- Eduard Toldrà (1895-1962) (Catalunya-Espanya)
- Trygve Torjussen (1885-1977) (Noruega)
- Mel Tormé (1925-1999) (EUA)
- Joseph Touchemoulin (1727-1801) (França)
- Giovanni Maria Trabaci (1575-1647) (Itàlia)
- Johann George Tromlitz (1725-1805) (Alemanya)
- Eduard Tubin (1905-1982) (Estònia)
- Tyagaraja (1767-1848) (Índia)

## U
- Viktor Ullmann (1898 - 1944) (Àustria)
- Benjamin Carl Unseld.
- Kevin Ure (n. 1978).

## V
- Bertrandus Vacqueras (segle xv - segle xvi)
- Pedro Valenzuela (segle xvi)
- Edgardo del Valle Paz (1861-?)
- Didier van Damme (1929-)
- Vat de der de furgonetes Niel (1962-)
- Grigory Vasilyevich (1915-1998)
- Ralph Vaughan Williams (1872-1958)
- Carl Verbraeken (1950-)
- Giuseppe Verdi (1813-1901)
- Vidwan Gopala Pillai
- Caetano Veloso
- Heitor Villa-Lobos (1887-1959)
- Giovanni Viotti
- Robert de Visée, (1650-1725
- Philippe de Vitry (1291-1361)
- Antonio Vivaldi
- Wladimir Vogel (1896-1984)
- Walter von der Vogelweide (c. 1170-c. 1230)
- Ludwig von Köchel (1800-1877)

## W
- Max Wagenknecht (1857-1922), compositor alemany de música per a piano i orgue.
- Richard Wagner (1813-1883), compositor d'òpera alemany que revolucionà el panorama operístic i musical.
- Unico Wilhelm Wassenaer (1692-1776), músic i diplomàtic holandès.
- Jimmy Webb (n. 1946), compositor nord-americà de música popular.
- Simon Webb, director i arranjador anglès.
- Andrew Lloyd Webber (1948) (Gran Bretanya)
- Anton Webern (1883-1945) (Àustria)
- Carl Maria von Weber (1786-1826) (Alemanya)
- Kurt Weill (1900-1950) (Alemanya)
- Sylvius Leopold Weiss (1687-1750) (Alemanya)
- Johann Paul von Westhoff (1656-1705) (Alemanya)
- Wilhelm Westmeyer (1829-1880) (Alemanya)
- Hermann Hans Wetzler (1870-1943) (Alemanya)
- Felix Harold White (1871-1932) (Regne Unit)
- Charles-Marie Widor (1844-1937) (França)
- John Williams (n. 1932), director nord-americà, autor de música per a pel·lícules molt famoses(Star Wars, Superman, E.T.).
- Spencer Williams (1889-1965) (EUA)
- Alex Wurman (n. 1966), compositor nord-americà, autor de música per a pel·lícules.

## X
- Iannis Xenakis (1922-2001)
- Dmitri Xostakóvitx (1906-1975)

## Y
- Paul Yang.
- Yanni.
- Takashi Yoshimatsu.
- Yuji Nomi.

## Z
- Riccardo Zandonai.
- Amilcare Zanella († 1949).
- Frank Zappa (1940-1993).
- Johan Zaytz (1832-1914).
- Jan Dismas Zelenka (n. 1679).
- Ferdinand Zellbell (1719-1780)
- Hans Zimmer.
- Deco Zgur.
- John Zorn.
- Zulkifli Mohamed Amin (n. 1983).